# Баржем
Баржем (фр. Bargème) насеље је и општина у Француској у региону Прованса-Алпи-Азурна обала, у департману Вар која припада префектури Драгињан.
По подацима из 2011. године у општини је живело 167 становника, а густина насељености је износила 5,97 становника/km². Општина се простире на површини од 27,95 km². Налази се на средњој надморској висини од 1097 метара (максималној 1.589 m, а минималној 824 m).

## Демографија
| 1962. | 1968. | 1975. | 1982. | 1990. | 1999. | 2011. |
| ----- | ----- | ----- | ----- | ----- | ----- | ----- |
| 58    | 61    | 77    | 74    | 85    | 115   | 167   |

График промене броја становника у току последњих година